# Sindaci di San Salvo
Di seguito l'elenco cronologico dei sindaci di San Salvo e delle altre figure apicali equivalenti che si sono succedute nel corso della storia.

## Regno di Napoli (1803-1816)
| Cassiodoro Sangiorgio | 1803 | 1804 |
| omissis               |      |      |
| Donato Sisto          | 1808 | 1809 |
| Vito Artese           | 1809 | 1810 |
| Cassiodoro Sangiorgio | 1810 | 1811 |
| Costanzo Cilli        | 1811 | 1813 |
| Nicola Ciavatta       | 1813 | 1815 |
| Giovanni Fabrizio     | 1815 | 1816 |

## Regno delle Due Sicilie (1816-1861)
| Giovanni Fabrizio                                   | 1816 | 1817 |
| Giuseppe Ciavatta                                   | 1817 | 1820 |
| Domenico Ciavatta                                   | 1820 | 1820 |
| Modestino Gentile                                   | 1820 | 1823 |
| Vito Ciavatta                                       | 1823 | 1826 |
| Rocco Ciavatta                                      | 1826 | 1829 |
| Vito Ciavatta                                       | 1829 | 1831 |
| Raimondo Sangiorgio                                 | 1831 | 1832 |
| Domenico Ciavatta (Secondo eletto facente funzioni) | 1832 | 1835 |
| Giovanni Fabrizio                                   | 1835 | 1840 |
| Vito Fabrizio                                       | 1840 | 1843 |
| Antonio Ciavatta                                    | 1843 | 1846 |
| Pietrangelo Vicoli                                  | 1846 | 1852 |
| Giovanni Fabrizio                                   | 1852 | 1855 |
| Vito Fabrizio                                       | 1855 | 1858 |
| Pietrangelo Vicoli                                  | 1858 | 1860 |
| Antonio Ciavatta                                    | 1860 | 1861 |

## Regno d'Italia (1861-1946)
| Sindaci nominati dal governo (1861-1889)                      | Sindaci nominati dal governo (1861-1889) | Sindaci nominati dal governo (1861-1889)                   | Sindaci nominati dal governo (1861-1889) | Sindaci nominati dal governo (1861-1889) |
| Nominativo                                                    | Partito                                  | Partito                                                    | Mandato                                  | Mandato                                  |
| Nominativo                                                    | Partito                                  | Partito                                                    | Inizio                                   | Fine                                     |
| ------------------------------------------------------------- | ---------------------------------------- | ---------------------------------------------------------- | ---------------------------------------- | ---------------------------------------- |
| Antonio Ciavatta                                              |                                          | Destra storica                                             | 1861                                     | 1865                                     |
| Michele Cilli (Assessore anziano facente funzioni)            |                                          | Destra storica                                             | 1865                                     | 1866                                     |
| Giuseppe Ciavatta                                             |                                          | Destra storica                                             | 1866                                     | 1868                                     |
| Lazaro Cortellini (Segretario delegato facente funzioni)      |                                          | Destra storica                                             | 1868                                     | 1872                                     |
| Giuseppe Ciavatta                                             |                                          | Destra storica                                             | 1872                                     | 1872                                     |
| Giuseppe Angelini (Segretario delegato facente funzioni)      |                                          | Destra storica                                             | 1872                                     | 1873                                     |
| Antonio Artese                                                |                                          | Destra storica                                             | 1873                                     | 1874                                     |
| Giuseppe Angelini (Segretario delegato facente funzioni)      |                                          | Destra storica                                             | 1874                                     | 1875                                     |
| Antonio Artese                                                |                                          | Destra storica                                             | 1875                                     | 1876                                     |
| Pietro Chinni (Secondo assessore facente funzioni)            |                                          | Destra storica                                             | 1876                                     | 1876                                     |
| Francesco Ciccarelli (Regio delegato straordinario)           | –                                        | –                                                          | 1876                                     | 1877                                     |
| Pietro Chinni (Assessore anziano facente funzioni)            |                                          | Destra storica                                             | 1877                                     | 1878                                     |
| Levino Ciavatta                                               |                                          | Destra storica                                             | 1878                                     | 1878                                     |
| Pietro Chinni (Secondo assessore facente funzioni)            |                                          | Destra storica                                             | 1878                                     | 1878                                     |
| Pietro Chinni (Primo assessore anziano facente funzioni)      |                                          | Destra storica                                             | 1878                                     | 1879                                     |
| Luigi Di Iorio                                                |                                          | Sinistra storica                                           | 1879                                     | 1881                                     |
| Giuseppe De Vito (Primo assessore facente funzioni)           |                                          | Sinistra storica                                           | 1881                                     | 1881                                     |
| Nicola Spoltore (Segretario delegato facente funzioni)        |                                          | Sinistra storica                                           | 1881                                     | 1889                                     |
| Sindaci eletti dal Consiglio comunale (1889-1926)             |                                          |                                                            |                                          |                                          |
| Nominativo                                                    | Partito                                  | Partito                                                    | Mandato                                  | Mandato                                  |
| Nominativo                                                    | Partito                                  | Partito                                                    | Inizio                                   | Fine                                     |
| Nicola Spoltore (Segretario delegato facente funzioni)        |                                          | Sinistra storica                                           | 1889                                     | 1892                                     |
| Antonio Artese                                                |                                          | Destra storica                                             | 1892                                     | 1893                                     |
| Levino Ciavatta                                               |                                          | Destra storica                                             | 1893                                     | 1895                                     |
| Giocondino Checchia (Segretario delegato facente funzioni)    |                                          | Destra storica                                             | 1895                                     | 1895                                     |
| Giuseppe De Cristofaro (Segretario delegato facente funzioni) |                                          | Destra storica                                             | 1895                                     | 1896                                     |
| Ulrico Marchesani (Regio commissario)                         | –                                        | –                                                          | 1896                                     | 1896                                     |
| Giocondino Checchia (Segretario delegato facente funzioni)    |                                          | Destra storica                                             | 1896                                     | 1896                                     |
| Giuseppe De Vito (Sindaco funzionante)                        |                                          | Destra storica                                             | 1896                                     | 1896                                     |
| Levino Ciavatta                                               |                                          | Destra storica                                             | 1896                                     | 1897                                     |
| Eligio Romani (Segretario delegato facente funzioni)          |                                          | Destra storica                                             | 1897                                     | 1897                                     |
| Levino Ciavatta                                               |                                          | Destra storica                                             | 1897                                     | 1898                                     |
| Federico Di Paolo (Segretario delegato facente funzioni)      |                                          | Destra storica                                             | 1898                                     | 1899                                     |
| Vitale Di Ludovico                                            |                                          | Destra storica                                             | 1899                                     | 1899                                     |
| Giuseppe De Cristofaro (Segretario delegato facente funzioni) |                                          | Destra storica                                             | 1899                                     | 1900                                     |
| Vitale Di Ludovico                                            |                                          | Destra storica                                             | 1900                                     | 1902                                     |
| Costante Artese                                               |                                          | Destra storica                                             | 1902                                     | ?                                        |
| Vito Monacelli                                                |                                          | Destra storica                                             | ?                                        | 1910                                     |
| ? Mei (Commissario prefettizio)                               | –                                        | –                                                          | 1910                                     | 1910                                     |
| Nicola Artese                                                 |                                          | Destra storica (1910-1913) poi Partito Liberale (dal 1913) | 1910                                     | ?                                        |
| Ludovico De Cristofaro                                        |                                          | Partito Liberale                                           | ?                                        | 1918                                     |
| omissis                                                       |                                          |                                                            |                                          |                                          |
| Podestà nominati dal governo (1926-1943)                      |                                          |                                                            |                                          |                                          |
| Nominativo                                                    | Partito                                  | Partito                                                    | Mandato                                  | Mandato                                  |
| Nominativo                                                    | Partito                                  | Partito                                                    | Inizio                                   | Fine                                     |
| Oreste Artese                                                 |                                          | Partito Nazionale Fascista                                 | 1926                                     | 1930                                     |
| Gaetano Lisi (Commissario prefettizio)                        | –                                        | –                                                          | 1930                                     | 1930                                     |
| Pietro Marzocchetti                                           |                                          | Partito Nazionale Fascista                                 | 1930                                     | 1931                                     |
| ? Severini (Commissario prefettizio)                          | –                                        | –                                                          | 1931                                     | 1931                                     |
| Giovanni Mariotti                                             |                                          | Partito Nazionale Fascista                                 | 1931                                     | 11 novembre 1943                         |
| Sindaci del periodo costituzionale transitorio (1943-1946)    |                                          |                                                            |                                          |                                          |
| Nominativo                                                    | Partito                                  | Partito                                                    | Mandato                                  | Mandato                                  |
| Nominativo                                                    | Partito                                  | Partito                                                    | Inizio                                   | Fine                                     |
| Gaetano De Vito (Commissario prefettizio)                     | –                                        | –                                                          | 11 novembre 1943                         | 13 novembre 1945                         |
| Ercole Di Iorio (Commissario prefettizio)                     | –                                        | –                                                          | 14 novembre 1945                         | 12 luglio 1946                           |
| Vitale Enrico Piscicelli (Commissario prefettizio)            | –                                        | –                                                          | 13 luglio 1946                           | 25 settembre 1946                        |
| Ercole Di Iorio (Commissario prefettizio)                     | –                                        | –                                                          | 26 settembre 1946                        | 16 novembre 1946                         |

## Repubblica Italiana (dal 1946)
| Sindaci eletti dal Consiglio comunale (1946-1994)    | Sindaci eletti dal Consiglio comunale (1946-1994) | Sindaci eletti dal Consiglio comunale (1946-1994)                                                              | Sindaci eletti dal Consiglio comunale (1946-1994) | Sindaci eletti dal Consiglio comunale (1946-1994) | Sindaci eletti dal Consiglio comunale (1946-1994) | Sindaci eletti dal Consiglio comunale (1946-1994) | Sindaci eletti dal Consiglio comunale (1946-1994) |
| Nominativo                                           | Partito                                           | Partito | Giunta                                            | Giunta                                            | Mandato                                           | Mandato                                           | Elezione                                          |
| Nominativo                                           | Partito                                           | Partito | Giunta                                            | Giunta                                            | Inizio                                            | Fine                                              | Elezione                                          |
| ---------------------------------------------------- | ------------------------------------------------- | --- | ------------------------------------------------- | ------------------------------------------------- | ------------------------------------------------- | ------------------------------------------------- | ------------------------------------------------- |
| Ugo Marzocchetti                                     |                                                   | Partito Socialista Italiano di Unità Proletaria (1946-1947) poi Partito Socialista Italiano (1947-1948)        |                                                   | PSIUP/PSI-PCI                                     | 17 novembre 1946                                  | 11 luglio 1948                                    | Elezione 1946                                     |
| Domenico Cervone                                     |                                                   | Partito Socialista dei Lavoratori Italiani (1948-1951) poi Partito Socialista Democratico Italiano (1951-1956) |                                                   | PSLI-PSI-PCI                                      | 16 agosto 1948                                    | 16 giugno 1951                                    | Elezione 1946                                     |
| Domenico Cervone                                     |                                                   | Partito Socialista dei Lavoratori Italiani (1948-1951) poi Partito Socialista Democratico Italiano (1951-1956) | PSDI-PSI-PCI                                      | 17 giugno 1951                                    | 2 maggio 1956                                     | Elezione 1951                                     |                                                   |
| Vitale Enrico Piscicelli                             |                                                   | Democrazia Cristiana                                                                                           |                                                   | DC                                                | 3 giugno 1956                                     | 16 novembre 1960                                  | Elezione 1956                                     |
| Vitale Artese                                        |                                                   | Democrazia Cristiana                                                                                           |                                                   | DC                                                | 17 novembre 1960                                  | 28 novembre 1964                                  | Elezione 1960                                     |
| Vitale Artese                                        |                                                   | Democrazia Cristiana                                                                                           | DC                                                | 29 novembre 1964                                  | 12 aprile 1969                                    | Elezione 1964                                     |                                                   |
| Vitale Enrico Piscicelli                             |                                                   | Democrazia Cristiana                                                                                           |                                                   | DC                                                | 12 aprile 1969                                    | Elezione 1964                                     | 27 giugno 1970                                    |
| Evaristo Sparvieri                                   |                                                   | Democrazia Cristiana                                                                                           |                                                   | DC                                                | 28 giugno 1970                                    | 20 luglio 1972                                    | Elezione 1970                                     |
| Renaldo Altieri                                      |                                                   | Democrazia Cristiana                                                                                           |                                                   | DC                                                | 20 luglio 1972                                    | 19 dicembre 1974                                  | Elezione 1970                                     |
| Renato Artese                                        |                                                   | Democrazia Cristiana                                                                                           |                                                   | DC                                                | 20 dicembre 1974                                  | 19 ottobre 1975                                   | Elezione 1970                                     |
| Giuseppe De Vito                                     |                                                   | Democrazia Cristiana                                                                                           |                                                   | DC-PSI                                            | 20 ottobre 1975                                   | 7 maggio 1976                                     | Elezione 1975                                     |
| Amilcare Capetti (Commissario prefettizio)           | –                                                 | – | –                                                 | –                                                 | 11 maggio 1976                                    | 2 gennaio 1977                                    | –                                                 |
| Vitale Artese                                        |                                                   | Democrazia Cristiana                                                                                           |                                                   | DC                                                | 3 gennaio 1977                                    | 24 gennaio 1981                                   | Elezione 1976                                     |
| Armando Tomeo                                        |                                                   | Democrazia Cristiana                                                                                           |                                                   | DC                                                | 25 gennaio 1981                                   | 2 luglio 1982                                     | Elezione 1981                                     |
| Renaldo Altieri                                      |                                                   | Democrazia Cristiana                                                                                           |                                                   | DC                                                | 3 luglio 1982                                     | 30 marzo 1985                                     | Elezione 1981                                     |
| Alfredo Bucciantonio (facente funzioni)              |                                                   | Democrazia Cristiana                                                                                           |                                                   | DC                                                | 31 marzo 1985                                     | 13 agosto 1985                                    | Elezione 1981                                     |
| Antonio Cozzolino (Commissario prefettizio)          | –                                                 | – | –                                                 | –                                                 | 14 agosto 1985                                    | 1º gennaio 1986                                   | –                                                 |
| Arnaldo Mariotti                                     |                                                   | Partito Comunista Italiano                                                                                     |                                                   | PCI-PSI-L. civica                                 | 2 gennaio 1986                                    | 14 novembre 1986                                  | Elezione 1985                                     |
| Carlo Cardarella                                     |                                                   | Partito Socialista Italiano                                                                                    |                                                   | DC-PSI-L. civica                                  | 15 novembre 1986                                  | 11 gennaio 1988                                   | Elezione 1985                                     |
| Arnaldo Mariotti                                     |                                                   | Partito Comunista Italiano                                                                                     |                                                   | PCI-L. civica                                     | 18 gennaio 1988                                   | 14 settembre 1989                                 | Elezione 1985                                     |
| Renaldo Altieri                                      |                                                   | Indipendente                                                                                                   |                                                   | PCI-L. civica                                     | 14 settembre 1989                                 | 16 giugno 1991                                    | Elezione 1985                                     |
| Alfredo Bucciantonio                                 |                                                   | Democrazia Cristiana                                                                                           |                                                   | DC-PSI                                            | 16 giugno 1991                                    | 15 ottobre 1993                                   | Elezione 1991                                     |
| Sebastiano Matarrese (Commissario prefettizio)       | –                                                 | – | –                                                 | –                                                 | 15 ottobre 1993                                   | 28 gennaio 1994                                   | –                                                 |
| Sebastiano Matarrese (Commissario straordinario)     | –                                                 | – | –                                                 | –                                                 | 28 gennaio 1994                                   | 27 giugno 1994                                    | –                                                 |
| Sindaci eletti direttamente dai cittadini (dal 1994) |                                                   | |                                                   |                                                   |                                                   |                                                   |                                                   |
| Nominativo                                           | Partito                                           | Partito | Coalizione                                        | Coalizione                                        | Mandato                                           | Mandato                                           | Elezione                                          |
| Nominativo                                           | Partito                                           | Partito | Coalizione                                        | Coalizione                                        | Inizio                                            | Fine                                              | Elezione                                          |
| Arnaldo Mariotti                                     |                                                   | Partito Democratico della Sinistra (1994-1998) poi Democratici di Sinistra (1998-2002)                         |                                                   | PDS-PRC                                           | 27 giugno 1994                                    | 25 maggio 1998                                    | Elezione 1994                                     |
| Arnaldo Mariotti                                     |                                                   | Partito Democratico della Sinistra (1994-1998) poi Democratici di Sinistra (1998-2002)                         | DS-PPI                                            | 25 maggio 1998                                    | 28 maggio 2002                                    | Elezione 1998                                     |                                                   |
| Gabriele Marchese                                    |                                                   | Democratici di Sinistra                                                                                        |                                                   | DS-DL-SDI                                         | 28 maggio 2002                                    | 29 maggio 2007                                    | Elezione 2002                                     |
| Gabriele Marchese                                    |                                                   | Partito Democratico                                                                                            |                                                   | DS-DL/PD-IdV-SDI                                  | 29 maggio 2007                                    | 25 agosto 2011                                    | Elezione 2007                                     |
| Daniela Di Baldassarre (Commissario prefettizio)     | –                                                 | – | –                                                 | –                                                 | 25 agosto 2011                                    | 19 settembre 2011                                 | –                                                 |
| Daniela Di Baldassarre (Commissario straordinario)   | –                                                 | – | –                                                 | –                                                 | 19 settembre 2011                                 | 23 maggio 2012                                    | –                                                 |
| Tiziana Magnacca                                     |                                                   | Il Popolo della Libertà (2012-2013) poi Forza Italia (2013-2017)                                               |                                                   | PdL/FI-L. civiche                                 | 23 maggio 2012                                    | 23 giugno 2017                                    | Elezione 2012                                     |
| Tiziana Magnacca                                     |                                                   | Il Popolo della Libertà (2012-2013) poi Forza Italia (2013-2017)                                               | L. civiche                                        | 23 giugno 2017                                    | 28 giugno 2022                                    | Elezione 2017                                     |                                                   |
| Tiziana Magnacca                                     | Indipendente                                      | | L. civiche                                        | 23 giugno 2017                                    | 28 giugno 2022                                    | Elezione 2017                                     |                                                   |
| Emanuela De Nicolis                                  |                                                   | Indipendente                                                                                                   |                                                   | L. civiche                                        | 28 giugno 2022                                    | in carica                                         | Elezione 2022                                     |